# Zapruddia
Zapruddia (ukr. Запруддя) – wieś na Ukrainie, w obwodzie kijowskim, w rejonie białocerkiewskim, w hromadzie Rokytne. W 2001 liczyła 1311 mieszkańców.
Do 1946 roku miejscowość nosiła nazwę Wincentiwka (ukr. Вінцентівка).